# Campeonato Europeo de Gimnasia Artística de 2019
El VIII Campeonato Europeo de Gimnasia Artística Individual se celebró en Szczecin (Polonia) entre el 10 y el 14 de abril de 2019 bajo la organización de la Unión Europea de Gimnasia (UEG) y la Federación Polaca de Gimnasia.
Las competiciones se realizaron en la Azoty Arena de la ciudad polaca.

## Calendario
| ● | Clasificación | ● | Finales |

| Abril de 2019       | Mié 10 | Jue 11 | Vie 12 | Sáb 13 | Dom 14 |
| ------------------- | ------ | ------ | ------ | ------ | ------ |
| Clasificación       |        | ●      |        |        |        |
| Concurso individual |        |        | ●      |        |        |
| Salto               |        |        |        | ●      |        |
| Asimétricas         |        |        |        | ●      |        |
| Barra de equilibrio |        |        |        |        | ●      |
| Suelo               |        |        |        |        | ●      |

| Abril de 2019       | Mié 10 | Jue 11 | Vie 12 | Sáb 13 | Dom 14 |
| ------------------- | ------ | ------ | ------ | ------ | ------ |
| Clasificación       | ●      |        |        |        |        |
| Concurso individual |        |        | ●      |        |        |
| Suelo               |        |        |        | ●      |        |
| Caballo con arcos   |        |        |        | ●      |        |
| Anillas             |        |        |        | ●      |        |
| Salto               |        |        |        |        | ●      |
| Paralelas           |        |        |        |        | ●      |
| Barra fija          |        |        |        |        | ●      |

## Resultados

### Masculino
| Evento                         | Oro                                     | Plata                                 | Bronce                               |
| ------------------------------ | --------------------------------------- | ------------------------------------- | ------------------------------------ |
| Concurso completo ind. (12.04) | Nikita Nagorny · Rusia · 88,665 pts.    | Artur Dalaloyan · Rusia · 87,832 pts. | Marios Yeoryíu Chipre 84,398 pts.    |
| Suelo (13.04)                  | Artur Dalaloyan · Rusia · 15,100        | Artiom Dolgopiat Israel 14,900        | Dmitri Lankin · Rusia · 14,800       |
| Caballo con arcos (13.04)      | Max Whitlock Reino Unido 15,533         | Cyril Tommasone Francia 14,800        | Vladislav Poliashov · Rusia · 14,600 |
| Anillas (13.04)                | Denis Abliazin · Rusia · 14,966         | Marco Lodadio · Italia · 14,966       | Vahagn Davtian Armenia 14,933        |
| Salto de potro (14.04)         | Denis Abliazin · Rusia · 14,950         | Andrei Medvedev Israel 14,699         | Artur Dalaloyan · Rusia · 14,533     |
| Paralelas (14.04)              | Nikita Nagorny · Rusia · 15,466         | Petro Pajniuk · Ucrania · 15,333      | Ferhat Arıcan Turquía 15,033         |
| Barra fija (14.04)             | Epke Zonderland · Países Bajos · 15,266 | Tin Srbić · Croacia · 14,900          | Artur Dalaloyan · Rusia · 14,800     |

### Femenino
| Evento                         | Oro                                             | Plata                                       | Bronce                                    |
| ------------------------------ | ----------------------------------------------- | ------------------------------------------- | ----------------------------------------- |
| Concurso completo ind. (12.04) | Mélanie de Jesus dos Santos Francia 55,433 pts. | Elissa Downie Reino Unido 55,365 pts.       | Anguelina Melnikova · Rusia · 55,065 pts. |
| Salto de potro (13.04)         | Mariya Paseka · Rusia · 14,516                  | Coline Devillard Francia 14,450             | Elissa Downie Reino Unido 14,316          |
| Barras asimétricas (13.04)     | Anastasiya Iliankova · Rusia · 14,833           | Anguelina Melnikova · Rusia · 14,533        | Alice D'Amato · Italia · 14,400           |
| Barra (14.04)                  | Alice Kinsella Reino Unido 13,566               | Mélanie de Jesus dos Santos Francia 13,466  | Lorette Charpy Francia 12,900             |
| Suelo (14.04)                  | Mélanie de Jesus dos Santos Francia 13,833      | Eythora Thorsdottir · Países Bajos · 13,666 | Anguelina Melnikova · Rusia · 13,466      |

## Medallero
| Núm. | País         | Oro | Plata | Bronce | Total |
| ---- | ------------ | --- | ----- | ------ | ----- |
| 1    | Rusia        | 7   | 2     | 6      | 15    |
| 2    | Francia      | 2   | 3     | 1      | 6     |
| 3    | Reino Unido  | 2   | 1     | 1      | 4     |
| 4    | Países Bajos | 1   | 1     | 0      | 2     |
| 5    | Israel       | 0   | 2     | 0      | 2     |
| 6    | Italia       | 0   | 1     | 1      | 2     |
| 7    | Croacia      | 0   | 1     | 0      | 1     |
| 7    | Ucrania      | 0   | 1     | 0      | 1     |
| 9    | Armenia      | 0   | 0     | 1      | 1     |
| 9    | Chipre       | 0   | 0     | 1      | 1     |
| 9    | Turquía      | 0   | 0     | 1      | 1     |
|      | TOTAL        | 12  | 12    | 12     | 36    |